# Możga
Możga (ros. Можга) – miasto w Rosji, w Udmurcji. Według danych szacunkowych liczy około 49 700 mieszkańców.